# Diafra Sakho
Diafra Sakho (Guédiawaye, Región de Dakar, 24 de diciembre de 1989) es un exfutbolista senegalés que jugaba como delantero.
También posee la nacionalidad francesa por residir en el país por más de cinco años durante su paso por el F. C. Metz.

## Trayectoria

### Metz
Sakho llegó a Francia en 2007, cuando apenas tenía 17 años, para comenzar a entrenar con las divisiones inferiores del FC Metz. Tras anotar 17 goles en 22 partidos con las juveniles del club, es ascendido al primer equipo en la temporada 2009-10 de la Ligue 2. El 19 de enero de 2010 hizo su debut con el primer equipo en el empate sin goles ante el Stade Brestois 29, mientras que su primer gol lo anotó el 10 de septiembre del mismo año en el empate 1–1 ante el FC Nantes. Diafra fue principalmente usado como suplente en sus primeras tres temporadas con el club, además, en enero de 2012 fue enviado a préstamo al US Boulogne hasta el final de la temporada.
Regresó al Metz, que había descendido al Championnat National (tercera división francesa), en junio de 2012, y el nuevo director técnico del club, Albert Cartier, le dio un papel protagónico en club, otorgándole la titularidad. En la temporada 2012-13 anotó 19 goles en 33 partidos, ayudando al equipo a finalizar segundo y logrando el ascenso a la Ligue 2. En siguiente temporada logró anotar 20 goles en 36 partidos, proclamándose campeón de la segunda división francesa con el Metz y logrando el ascenso a la Ligue 1. Por sus buenas actuaciones fue elegido como el Jugador del Año de la Ligue 2 de la temporada 2013-14.

### West Ham United
El 14 de agosto de 2014 firmó un contrato de cuatro años con el West Ham United, por una suma aproximada de 3,5 millones de libras esterlinas, convirtiéndose así en el séptimo refuerzo de The Hammers de cara a la temporada 2014-15. Sakho hizo su debut con el club el 23 de agosto en la victoria como visitante por 3–1 sobre el Crystal Palace, ingresando en el minuto 63 por Carlton Cole. Anotó su primer gol tres días después, contra el Sheffield United por la Copa de la Liga.
El 15 de septiembre anotó su primer gol en la Premier League, en el empate 2–2 con el Hull City, aunque este gol primeramente había sido acreditado como autogol de Curtis Davies. Luego, el 20 de septiembre hizo su debut de local en liga anotando su segundo gol, en la victoria por 3–1 sobre el Liverpool. El 29 de septiembre, anota en la derrota 2–1 contra el Manchester United, logrando anotar su cuarto gol en los cuatro partidos que comenzó como titular con el club, rompiendo así el récord de 26 años que le pertenecía a Leroy Rosenior. En las siguientes tres jornadas comenzó como titular y anotó en cada partido (contra Queens Park Rangers, Burnley y Manchester City, respectivamente), convirtiéndose así en el primer jugador de la historia del West Ham en anotar en seis partidos consecutivos. Por sus buenas actuaciones y su racha goleadora, fue elegido como el Jugador del Mes de octubre de 2014 de la Premier League.

## Selección nacional
Debutó con la selección nacional de Senegal el 21 de mayo de 2014 en un amistoso internacional contra Burkina Faso, y anotó su primer gol tan solo cuatro días después, en la victoria 3–1 contra la selección de Kosovo.

## Estadísticas

### Clubes
| Club                             | Div.          | Temporada     | Liga  | Liga  | Copas nacionales | Copas nacionales | Torneos internacionales | Torneos internacionales | Total | Total |
| Club                             | Div.          | Temporada     | Part. | Goles | Part.            | Goles            | Part.                   | Goles                   | Part. | Goles |
| -------------------------------- | ------------- | ------------- | ----- | ----- | ---------------- | ---------------- | ----------------------- | ----------------------- | ----- | ----- |
| F. C. Metz Francia               | 2.ª           | 2009-10       | 5     | 0     | 1                | 0                | –                       | –                       | 6     | 0     |
| F. C. Metz Francia               | 2.ª           | 2010-11       | 30    | 5     | 4                | 0                | –                       | –                       | 34    | 5     |
| F. C. Metz Francia               | 2.ª           | 2011-12       | 9     | 0     | 1                | 2                | –                       | –                       | 10    | 2     |
| U. S. Boulogne Francia           | 2.ª           | 2011-12       | 7     | 0     | –                | –                | –                       | –                       | 7     | 0     |
| U. S. Boulogne Francia           | Total club    | Total club    | 7     | 0     | –                | –                | –                       | –                       | 7     | 0     |
| F. C. Metz Francia               | 3.ª           | 2012-13       | 33    | 19    | 6                | 4                | –                       | –                       | 39    | 23    |
| F. C. Metz Francia               | 2.ª           | 2013-14       | 37    | 20    | 1                | 0                | –                       | –                       | 38    | 20    |
| F. C. Metz Francia               | Total club    | Total club    | 114   | 44    | 13               | 6                | –                       | –                       | 127   | 50    |
| West Ham United F. C. Inglaterra | 1.ª           | 2014-15       | 23    | 10    | 3                | 2                | –                       | –                       | 26    | 12    |
| West Ham United F. C. Inglaterra | 1.ª           | 2015-16       | 21    | 5     | 1                | 0                | 2                       | 2                       | 24    | 7     |
| West Ham United F. C. Inglaterra | 1.ª           | 2016-17       | 4     | 1     | 0                | 0                | 0                       | 0                       | 4     | 1     |
| West Ham United F. C. Inglaterra | 1.ª           | 2017-18       | 14    | 2     | 3                | 2                | –                       | –                       | 17    | 4     |
| West Ham United F. C. Inglaterra | Total club    | Total club    | 62    | 18    | 7                | 4                | 2                       | 2                       | 71    | 24    |
| Stade Rennais F. C. Francia      | 1.ª           | 2017-18       | 13    | 2     | 1                | 1                | –                       | –                       | 14    | 3     |
| Stade Rennais F. C. Francia      | 1.ª           | 2018-19       | 2     | 0     | –                | –                | –                       | –                       | 2     | 0     |
| Stade Rennais F. C. Francia      | 1.ª           | 2019-20       | 0     | 0     | 0                | 0                | –                       | –                       | 0     | 0     |
| Stade Rennais F. C. Francia      | Total club    | Total club    | 15    | 2     | 1                | 1                | –                       | –                       | 16    | 3     |
| Bursaspor Turquía                | 1.ª           | 2018-19       | 20    | 3     | 0                | 0                | –                       | –                       | 20    | 3     |
| Bursaspor Turquía                | Total club    | Total club    | 20    | 3     | 0                | 0                | –                       | –                       | 20    | 3     |
| Total carrera                    | Total carrera | Total carrera | 218   | 67    | 21               | 10               | 2                       | 2                       | 241   | 79    |

### Selección nacional
| Selección                  | Año   | Amistosos | Amistosos | Eliminatorias africanas | Eliminatorias africanas | Copa Africana de Naciones | Copa Africana de Naciones | Eliminatorias mundialistas | Eliminatorias mundialistas | Copa Mundial | Copa Mundial | Total | Total |
| Selección                  | Año   | Part.     | Goles     | Part.                   | Goles                   | Part.                     | Goles                     | Part.                      | Goles                      | Part.        | Goles        | Part. | Goles |
| -------------------------- | ----- | --------- | --------- | ----------------------- | ----------------------- | ------------------------- | ------------------------- | -------------------------- | -------------------------- | ------------ | ------------ | ----- | ----- |
| Selección absoluta Senegal |       |           |           |                         |                         |                           |                           |                            |                            |              |              |       |       |
| 2014                       | 2     | 1         | –         | –                       | –                       | –                         | –                         | –                          | –                          | –            | 2            | 1     |       |
| 2015                       | –     | –         | –         | –                       | –                       | –                         | –                         | –                          | –                          | –            | –            | –     |       |
| Total                      | Total | 2         | 1         | –                       | –                       | –                         | –                         | –                          | –                          | –            | –            | 2     | 1     |

## Palmarés

### Títulos nacionales
| Título                     | Club               | País    | Año  |
| -------------------------- | ------------------ | ------- | ---- |
| Ligue 2                    | F. C. Metz         | Francia | 2014 |
| Primera División de Yibuti | A. S. Arta/Solar 7 | Yibuti  | 2022 |

### Distinciones individuales
| Distinción                                              | Año  |
| ------------------------------------------------------- | ---- |
| Mejor jugador de la Ligue 2                             | 2014 |
| Incluido en el Once Ideal de la Ligue 2                 | 2014 |
| Jugador del Mes de octubre de la Premier League 2014/15 | 2014 |